# みとちゃん (水戸市)
みとちゃんは、茨城県水戸市のマスコットキャラクターで、わらつと納豆のかぶりものと梅の髪飾りをつけ、水戸黄門さまとお揃いの衣装、印籠を持っているなど、水戸を全身でPRしている女の子である。

## 概要

### 設定
誕生日
3月10日（みと = 310）
出身
茨城県水戸市
性格
好奇心旺盛で色々な場所にお出かけするのと、遊びにきてくれたお友だちをおもてなしするのが大好き。
好きな食べ物
納豆、森のシェーブル館のレアチーズタルト、水戸藩らーめん、梅干し。
好きなこと
偕楽園でのお昼寝、お出かけ（黄門様に憧れていて、いずれは全国行脚したいと思っている）
公式テーマソング
『もっとmeetみとちゃん』 /　作詞・作曲：宮本智美　/　編曲・演奏：MMM（ミトミュージックメイト）。
当時、水戸市役所の広報部門職員だった宮本智美が作詞・作曲を担当。

## 来歴
ミトちゃんの渾名を持つ水卜麻美アナウンサーと対談したことがある。

## 主な活動

### 代表的な活動
- 「みとちゃんお誕生会」 - 毎年冬に偕楽園にて開催され、全国からキャラクターが集まり、みとちゃんの誕生日を祝っていた。2021年以降は実施されていない。